# 불타는 소녀
"불타는 소녀"는 한국에서 제작된 김응천 감독의 1977년 영화이다. 이동진 등이 주연으로 출연하였고 최춘지 등이 제작에 참여하였다.

## 출연

### 주연
- 이동진
- 한유연
- 용일화
- 김정훈

## 기타
- 조명: 손영철
- 미술: 조경환